# Abagaitu Zhouzhu
Abagaitu Zhouzhu (chinesisch 阿巴該圖洲渚 / 阿巴该图洲渚, Pinyin Ābāgāitú Zhōuzhǔ; russisch Большой остров, d. h. Bolschoi Ostrow, „Große Insel“) ist eine Insel des Flusses Ergun (Argun) im Verwaltungsgebiet der Staatsweide Qagan Shuangwa im Norden des Neuen Linken Bargu-Banners, das zur Stadt Hulun Buir im Autonomen Gebiet Innere Mongolei der Volksrepublik China gehört. Ein kleinerer Teil der Insel ist russisches Staatsgebiet und gehört zum Rajon Sabaikalski der Region Transbaikalien.
Die Insel liegt im Nordwesten Qagan Shuangwas, direkt westlich von Galud, kurz nachdem sich der über das Stadtgebiet von Manjur (Jalainur-Minenbezirk) aus dem Hulun-See kommende Dalang Olom Gol (russisch Мутная протока, Mutnaja Protoka, „Trüber Flussarm“) mit dem Hailar He zum Ergun vereinigt hat, und teilt diesen in einen westlichen und einen östlichen Arm. Diese umfließen die Insel nordwärts. Abagaitu Zhouzhu ist unbewohnt und hat bei normalem Wasserstand eine Fläche von 57,56 km², die sich bei Hochwasser aber erheblich verkleinert. Die sumpfige Insel wird von zahlreichen Wasserarmen durchzogen und ist stark mit hohem Schilf und Weiden bewachsen. Aus ihrer reichhaltigen Vogelwelt sind besonders die zahlreichen wilden Schwäne, Seidenreiher, Kraniche und Schwanengänse zu nennen.

## Herkunft des Namens
Der mongolische Name der Insel bedeutet, „wo es Frauen gibt“, oder „wo die Frauen hergekommen sind“. Im Jahre Yongzheng 5 (1727) lagerte die chinesisch-russische gemeinsame Grenzpatrouille unweit des Zusammenflusses von Hailar He und Dalang Olom Gol und wollte gerade Trinkwasser holen lassen, als eine mongolische Frau mit zwei Eimern Wasser aus der Richtung der Insel kam und sie ihnen anbot. Daraufhin verliehen die chinesischen Beamten der (damals ganz zu China gehörenden) Insel ihren heutigen Namen.

## Grenzfrage
Abagaitu Zhouzhu war traditionell und unbestritten chinesisches Territorium, bis die Sowjetunion im Zuge des sowjetisch-chinesischen Grenzkriegs 1929 die Insel okkupierte. Im „Ergänzungsabkommen über den östlichen Teil der Chinesisch-Russischen Grenze zwischen der Volksrepublik China und der Russländischen Föderation“ vom 14. Oktober 2004 verpflichtete sich Russland dazu, den größeren, nordöstlichen Teil der Insel an China zurückzugeben.
China erklärte sich im Gegenzug dazu bereit, die Forderung nach Rückgabe des südwestlichen Inselteils nicht mehr zu erheben und die entstehende Grenze als völkerrechtlich verbindlich anzuerkennen. Die umfassenden Vermessungs- und Demarkationsarbeiten einer gemischten chinesisch-russischen Kommission wurden Anfang Oktober 2008 abgeschlossen und 34,55 km² der Insel an China übergeben. Russland behielt 23,01 km². Damit wurde Abagaitu Zhouzhu eine von nur zwei Stellen, an denen die chinesisch-russische Grenze über eine Insel verläuft.